# Elasmoscelis similis
Elasmoscelis similis är en insektsart som beskrevs av Synave 1962. Elasmoscelis similis ingår i släktet Elasmoscelis och familjen Lophopidae. Inga underarter finns listade i Catalogue of Life.